# Ruine Glanzenberg
Die Ruine Glanzenberg ist die Ruine einer Niederungsburg und Wüstung auf dem Gebiet der Gemeinde Unterengstringen im Kanton Zürich.

## Lage
Die Ruine liegt etwa 300 Meter von der Wüstung des ehemaligen Städtchens Glanzenberg an der Limmat entfernt. Sie ist restauriert und frei zugänglich.

## Geschichte

### Burg Fahr
Vermutlich um 1040 erbaute Lütold von Affoltern in der Nähe von Regensdorf die Altburg, an der heutigen Grenze zwischen der Stadt Zürich und Regensdorf, unweit des Katzensees. Die auch Alt-Regensberg genannte Burg wurde zum Stammsitz der Freiherren von Regensberg. 
Wohl im gleichen Zeitraum erfolgte bei Fahr der Bau einer Burg aus Holz, in unmittelbarer Nähe des späteren Städtchens Glanzenberg und unweit vom Kloster Fahr. 
In einer Urkunde aus dem Jahr 1044 treten neben Lütold von Affoltern auch Ebbo und Adalbero von Fahr als Zeugen auf.

### Städtchen Glanzenberg

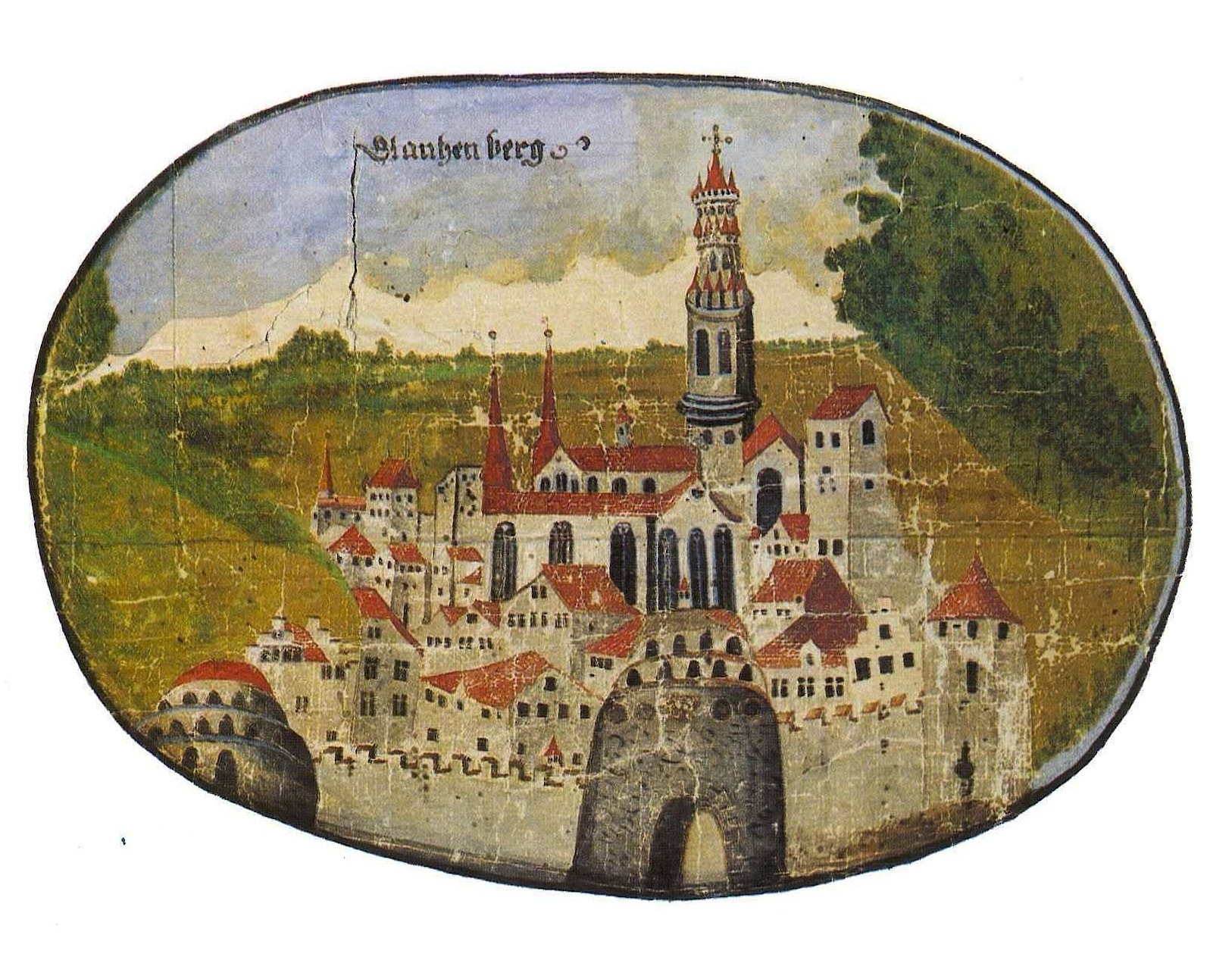
Darstellung von 1727

Im Rahmen der territorialen Konkurrenzierung zwischen den Regensbergern und der florierenden Stadt Zürich, in der ersten Hälfte des 13. Jahrhunderts, bauten die Regensberger die alte Burg Fahr aus. Anliegend gründeten sie vermutlich um 1240 das Städtchen Glanzenberg «ennet der Limmat bei Dietikon».
Nach dem Tod von Lütold V. kam es zwischen seinen beiden Söhnen, Lütold VI. und Ulrich von Regensberg, um das Jahr 1250 zur Erbteilung. Ulrich erhielt das Burgstädtchen Neu-Regensberg sowie Besitz im Gebiet von Glanzenberg, Fahr und Weiningen.
Die Regensberger hatten den Platz für eine Stadtgründung nach strategischen Gesichtspunkten ausgewählt. Zum einen sollte es den Handelsverkehr auf der Limmat zwischen Zürich und Baden kontrollieren, zum andern war die Stelle für den Bau einer Brücke über die Limmat gut geeignet und lag in der Nähe des Klosters Fahr, ebenfalls eine Regensberger Gründung. 
Für einen Brückenbau benötigten sie jedoch die Kooperation der Ritter von Schönenwerd, deren Burg Schönenwerd am gegenüberliegenden Limmatufer stand. Die Stadt Zürich hingegen duldete den Bau einer neuen Brücke nicht und bedrängte die Herren von Schönenwerd, die sich 1257 verpflichteten, auf dem jenseitigen Limmatufer kein Land für einen Brückenbau zu verkaufen. Diese Urkunde enthält die erste schriftliche Erwähnung der Stadt Glanzenberg.
1259 wurde im Streit zwischen Propst Eberhard von Fahr und Graf Rudolf von Habsburg um die Pfarreizugehörigkeit der Stadt Glanzenberg ein Schiedsspruch zugunsten des Klosters Fahrs gefällt. 

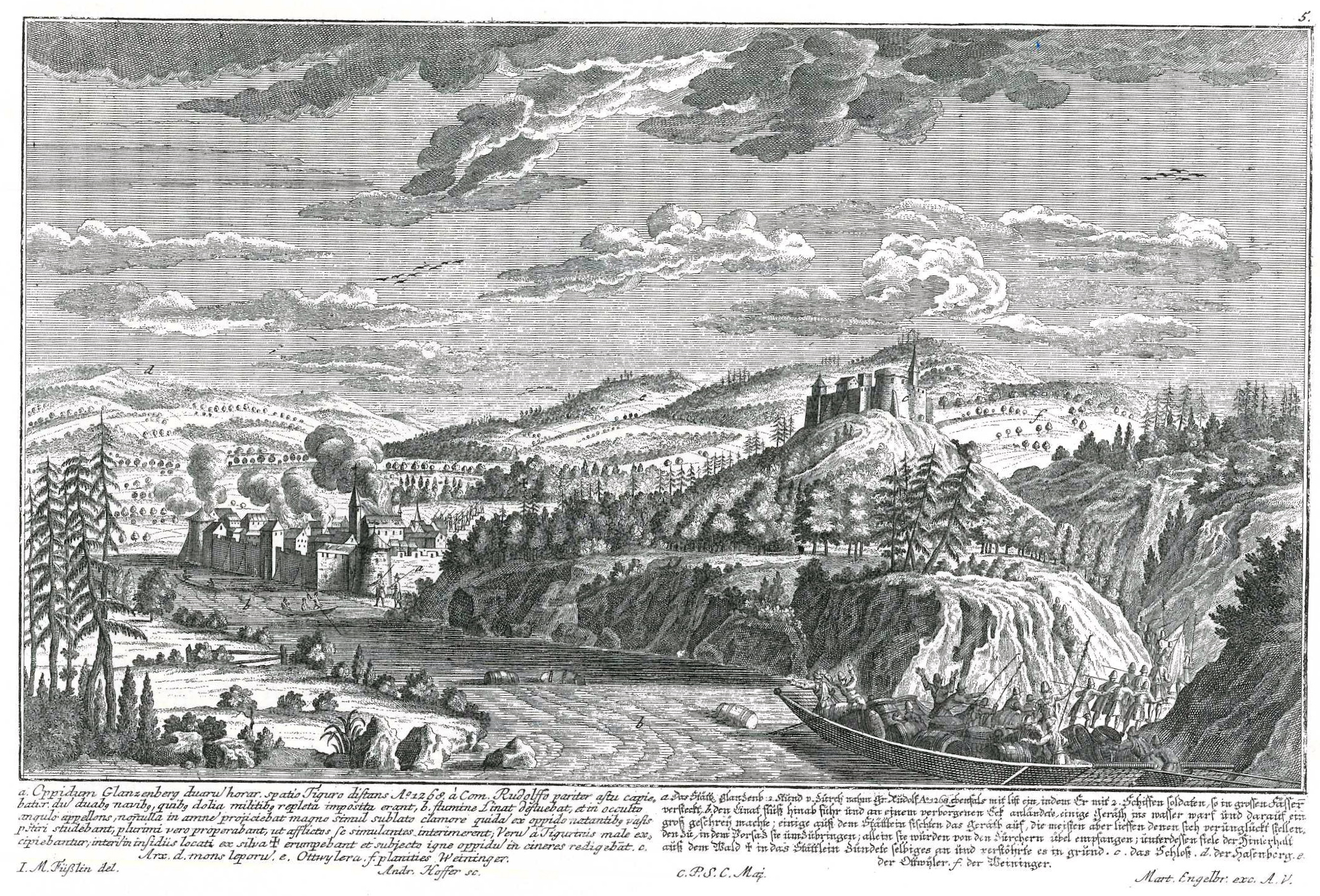
Angebliche Zerstörung Glanzenbergs während der Regensberger Fehde (1267), Darstellung aus dem Jahr 1715.

Zeitgenössische Quellen fehlen, doch die spätmittelalterlichen Chronisten berichten im September 1267 von einer gewaltsamen Zerstörung von Glanzenberg durch die Zürcher unter der Führung von Graf Rudolf IV. von Habsburg (ab 1273 als deutscher König Rudolf I. von Habsburg). 
1267/68 sollen während der sogenannten Regensberger Fehde die die Stadt Zürich behindernden Besitzungen der Freiherren zerstört worden sein, doch auf den angeblich zerstörten Burgen – Alt-Lägern, Burg und Städtchen Glanzenberg, Baldern, Burg Friesenberg, Üetliburg, Wulp und Utznaburg – konnte eine gewaltsame Zerstörung bislang nicht zweifelsfrei nachgewiesen werden. Die Zerstörung von Baldern, Uetliburg und Glanzenberg ist in der Sage vom listigen Habsburger erwähnt.
1291 soll Lütold der Jüngere von Regensberg das Gebiet von Glanzenberg dem Kloster Wettingen verkauft, sich aber ein Rückkaufsrecht für 10 Jahre gesichert haben, und war 1301 wieder Besitzer von Glanzenberg.
Ulrich von Jegistorf, Propst in Fahr und Mönch im Kloster Einsiedeln, erscheint am 11. Juni 1300, in einer Urkunde der Witwe Adelheid des Freiherren Ulrich von Regensberg, durch die sie auf ihr Leibgeding zu Gunsten des Klosters Wettingen verzichtete. Im folgenden Jahr erwarb das Kloster Fahr vom Regensberger Lütold VIII. den Hof Glanzenberg und andere Güter und weitere am 25. Februar 1301, als Lütold VIII. die Vogtei über das Kloster Fahr an den Abt von Einsiedeln aufgab, mit der Bitte, sie an Bertold und Jakob Schwenden, Bürger von Zürich, zu verleihen.  Urkunden erwähnen noch bis 1322 bewirtschaftete Höfe in Glanzenberg.

### Neuzeit
1689 soll das Kloster Wettingen erfolglos Anspruch auf das als Ackerland genutzte Stadtareal erhoben haben. Im Zweiten Villmergerkrieg wurde 1712 eine provisorische Brücke errichtet.
Zum Auftakt der Zweiten Schlacht bei Zürich erfolgte hier 1799 der Limmatübergang bei Dietikon, als 24'000 Franzosen unter Massena die Front der von Korsakow befehligten Russen durchbrachen. Die verwendete Schwimmbrücke wurde im Anschluss durch eine Bockbrücke ersetzt und der Brückenkopf durch teilweise heute noch sichtbare Schanzen gesichert.

## Anlage
Teile des ehemaligen Burghügels mussten 1909 dem südlich angrenzenden Industriegleis weichen, und auch der Bau eines Hochwasserdammes zerstörte 1912 weitere Bausubstanz.
Den Rest der Anlage als Kiesgrube für den Bau der Überlandstrasse zu nutzen, konnte die Antiquarische Gesellschaft Zürich 1923 verhindern. 
1924 wurden erste archäologische Sondierungen vorgenommen, die Freilegung der erhaltenen Überreste erfolgte in den Jahren 1937 bis 1940. 
Beim Bau der Autobahn N1 unternahm die Zürcher Kantonsarchäologie Nachgrabungen, und bis 1980/81 wurde der gesamte Rest des Burgstädtchens freigelegt und konserviert.

### Burg
Während die Burg um 1267 aufgegeben worden scheint, weisen die erwähnten Quellen, archäologische Befunde und Keramikfunde auf eine Besiedlung vom 12. bis 14. Jahrhundert hin, wonach Glanzenberg zur Wüstung und als Steinbruch genutzt wurde. Die Erosion durch die Limmat trug in den folgenden Jahrhunderten einen Teil des Untergrunds ab.
Von der einstigen Burganlage erhalten sind der Doppelgraben und ein Teil der rund 2,5 Meter dicken polygonalen Megalith-Ringmauer aus mächtigen Findlingen, die das eigentliche Burgplateau mit dem ehemaligen Wohnturm umgaben. Die Burg lag auf einem Geländevorsprung direkt über dem damaligen Flusslauf.

### Städtchen
Das ehemalige Städtchen Glanzenberg lag an der im 13. Jahrhundert 300 Meter weiter nördlich fliessenden Limmat, auf einer Grundfläche von 180 Metern Länge und 45 (Ostseite) bis 110 (Westseite) Metern Breite. 
Die 1,2 Meter dicke Stadtmauer verfügte über ein Haupttor auf der Nordseite, während gegen die Limmat hin kleinere Durchgänge bestanden.
Die Stadt scheint nicht fertiggestellt worden zu sein: Erhalten sind Reste der teilweise nicht über die Fundamentgrube hinausgewachsenen Stadtmauer. Teile des landseitigen Wassergrabens sind im Gelände schwach erkennbar. Entlang der Nord-, Ost- und Südmauer standen Holz- und einige Steinbauten. Eindeutige Hinweise auf eine gewaltsame Zerstörung fehlen.

## Bilder

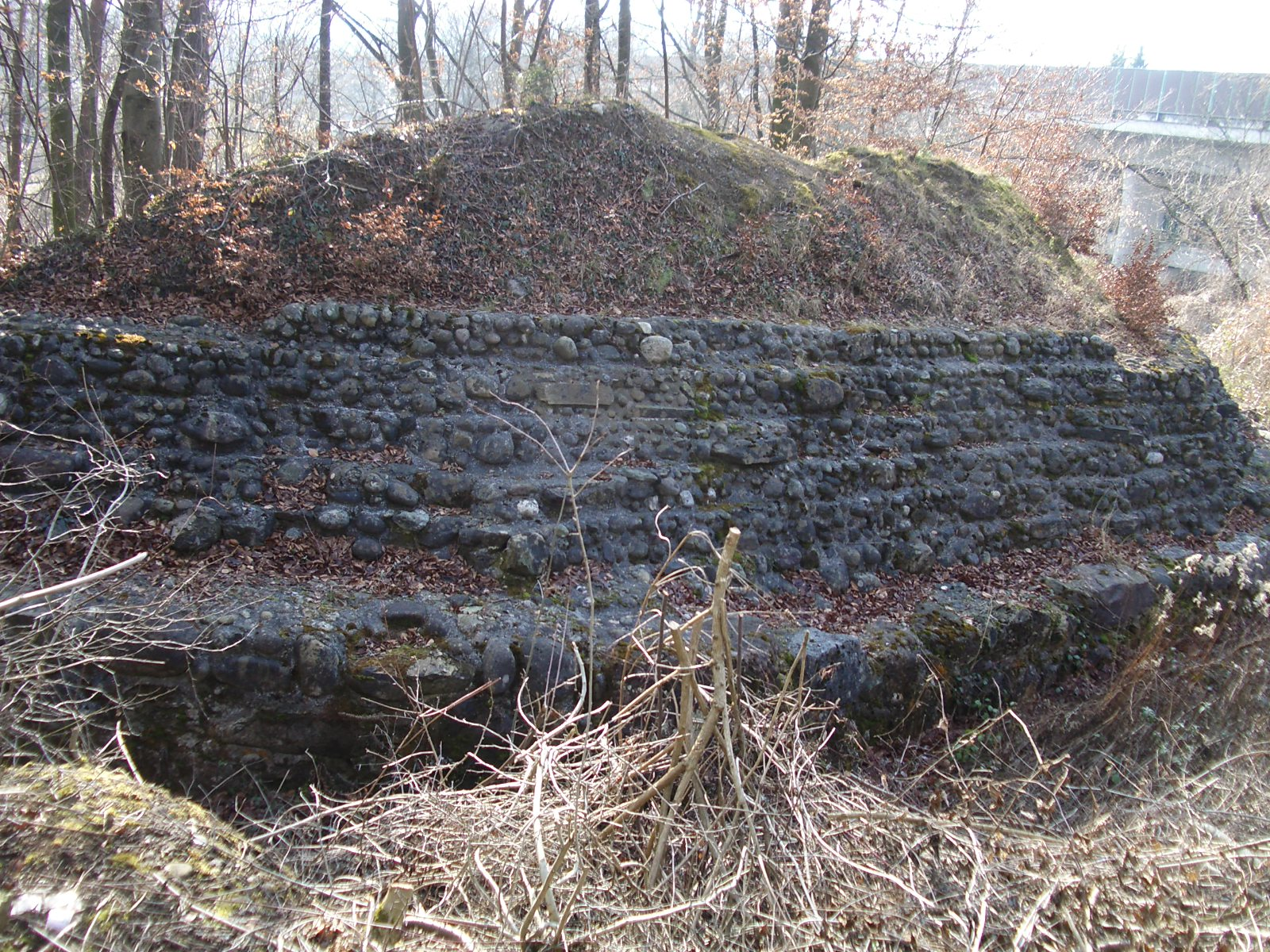
Ruine mit Limmatbrücke im Hintergrund
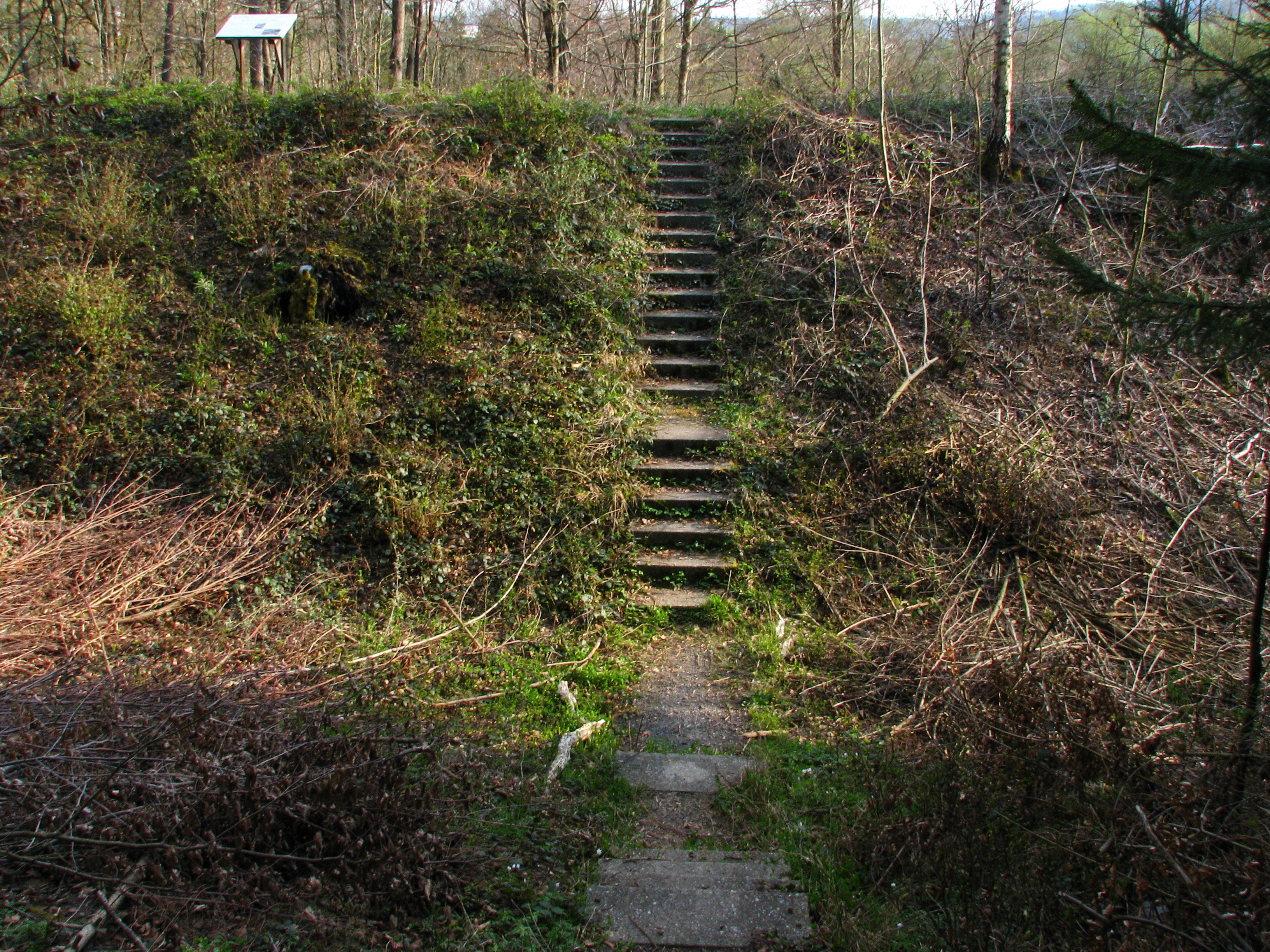
Ansicht vom rückwärtigen Graben auf den Wall des Burggrabens
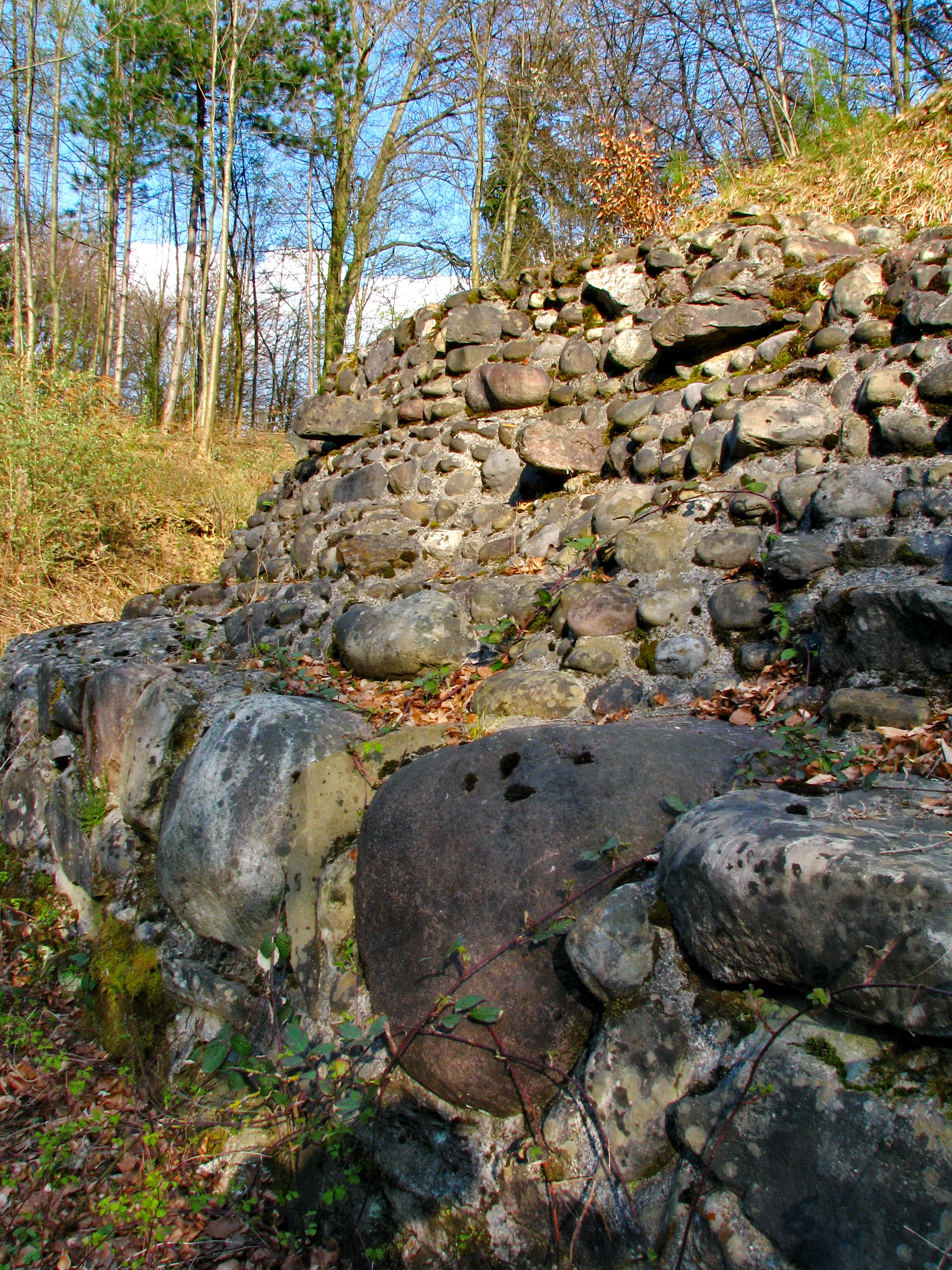
Mauerwerk der polygonalen Megalith-Ringmauer
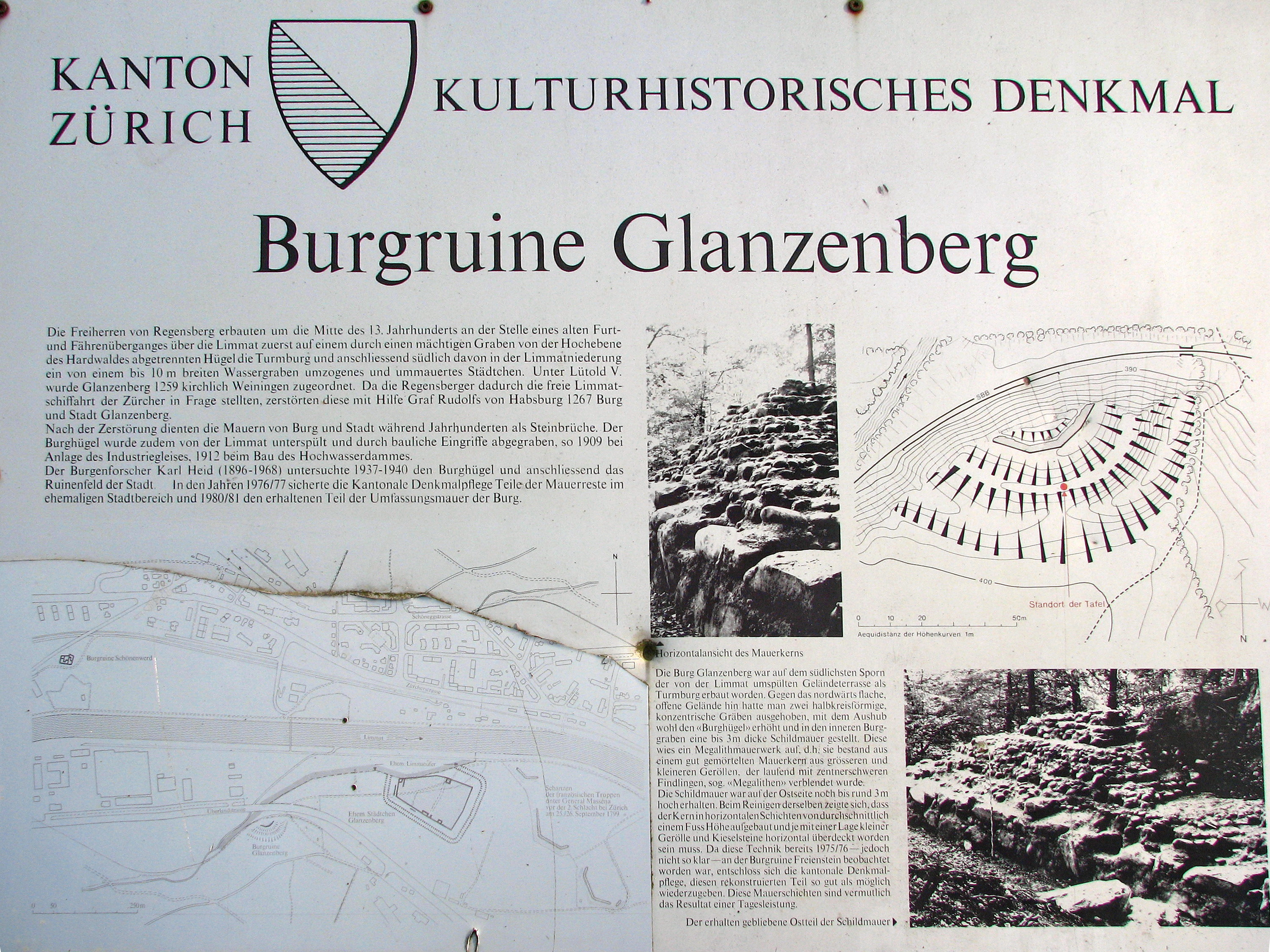
Ortsplan des mittelalterlichen Glanzenberg
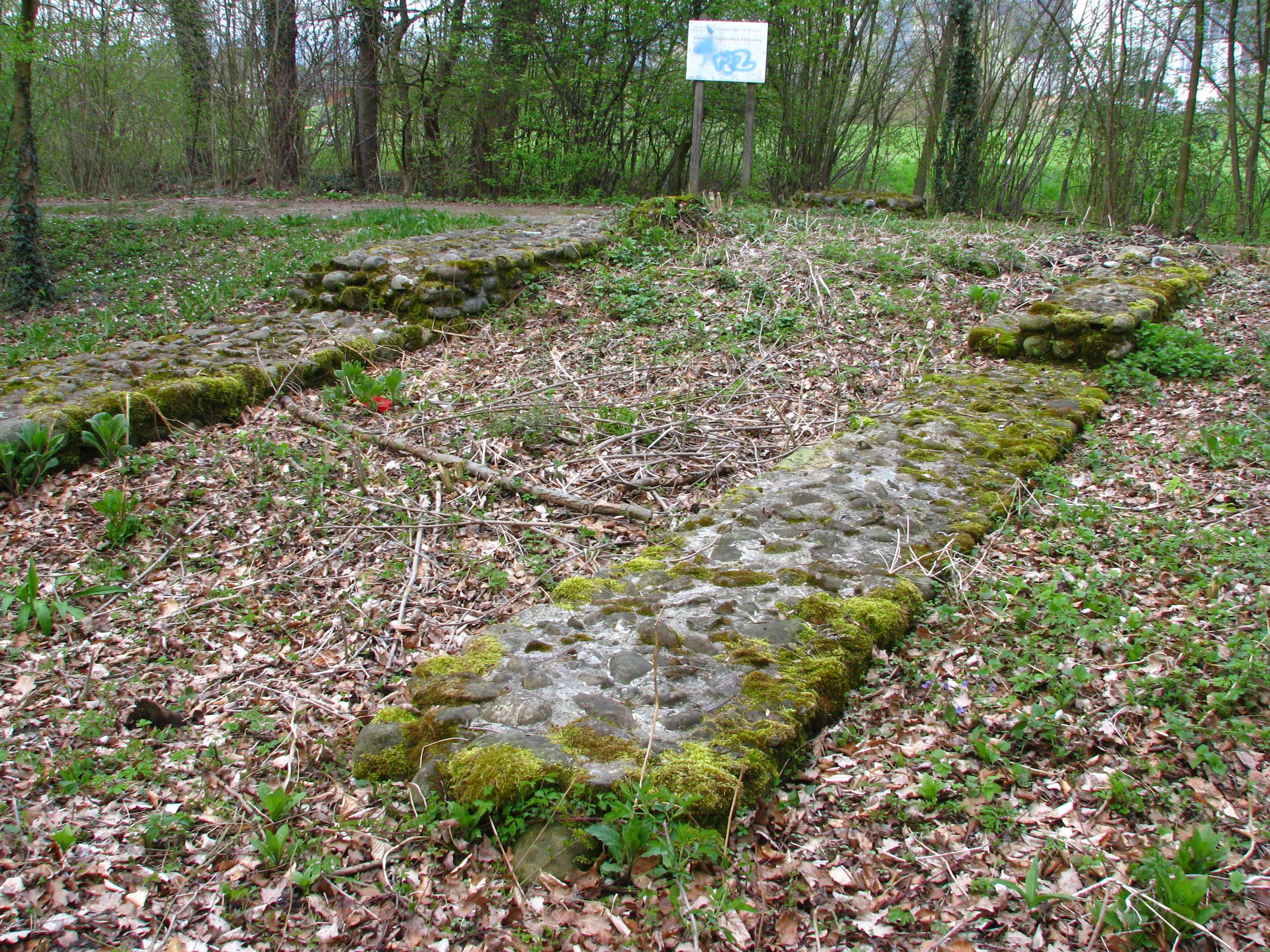
Mauerreste des Städtchens
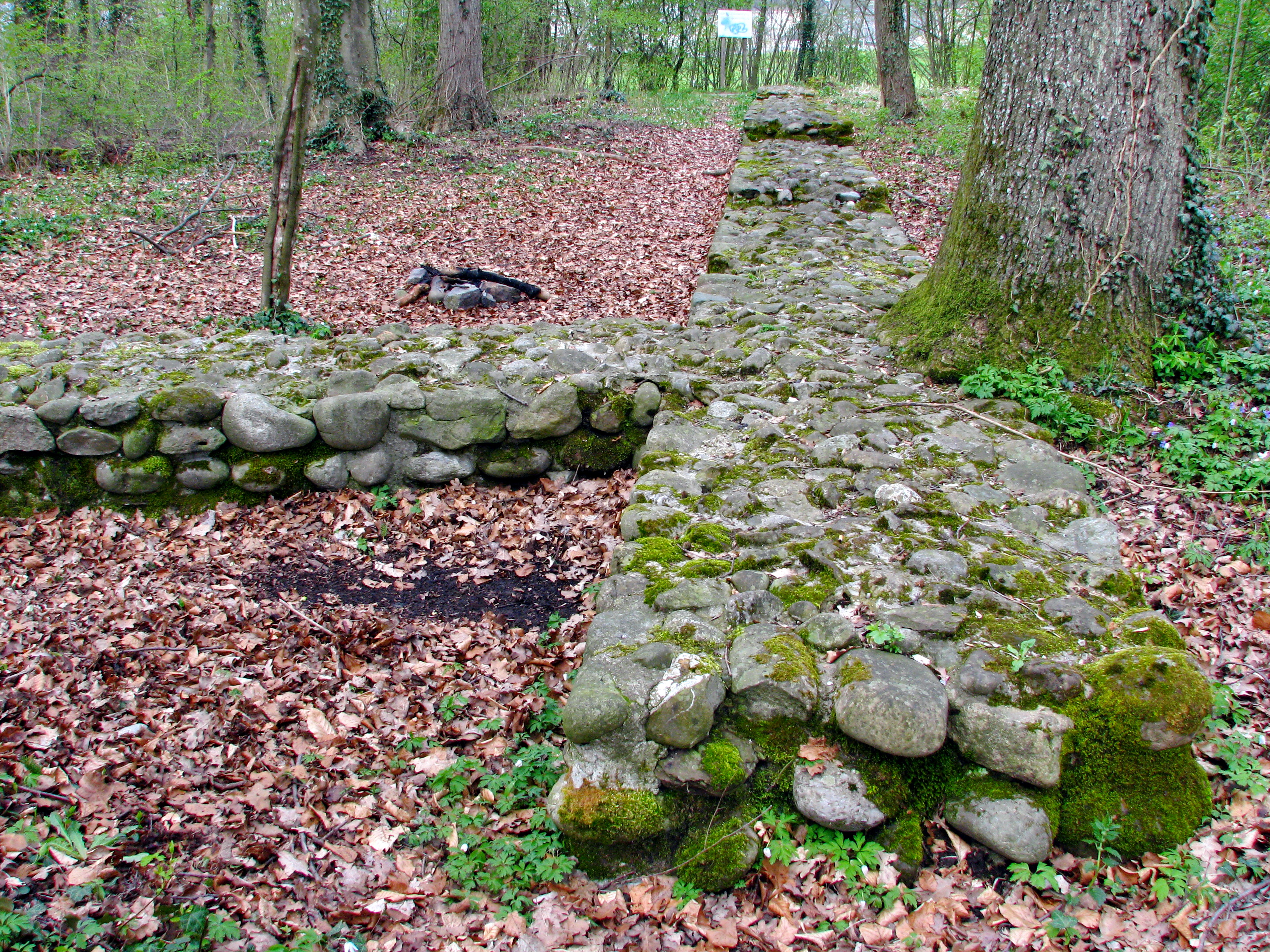
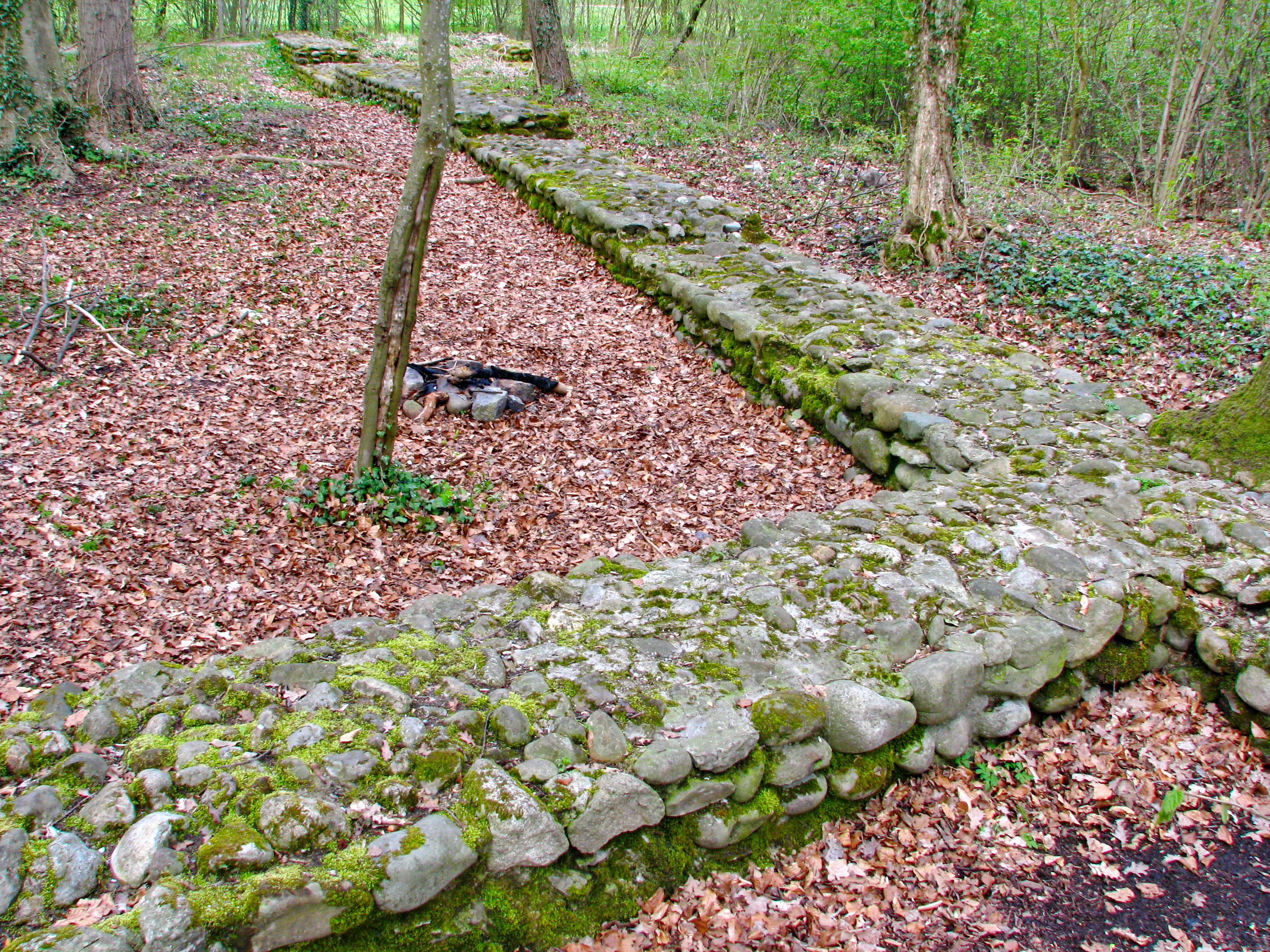
Mauerreste im Osten des Städtchens
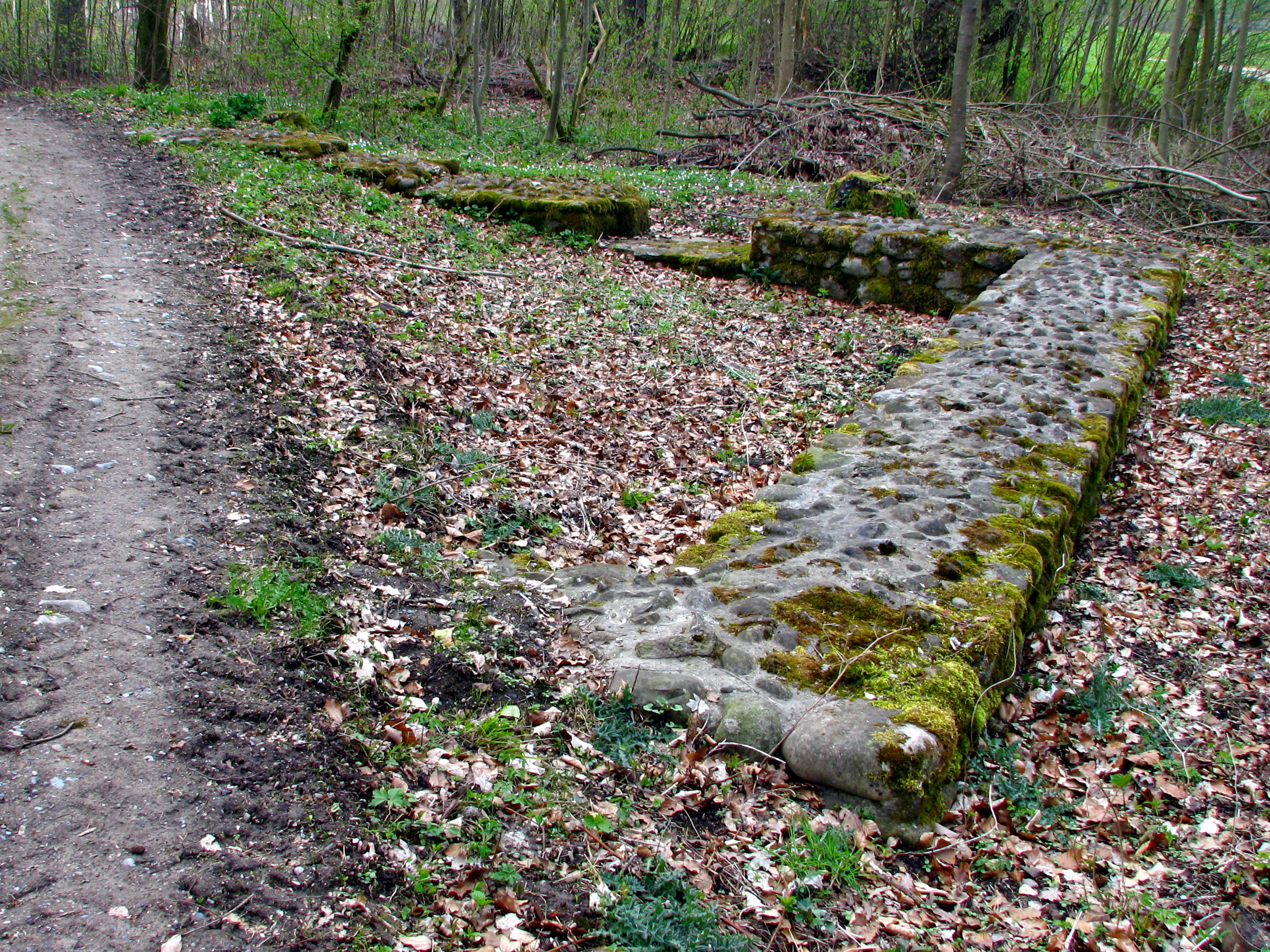
Mauerreste im Westen des Städtchens